# Jakov Grgurić
Jakov Grgurić (Mrkopalj, 24. listopada 1879. – Split, 30. lipnja 1955.), hrvatski bosanskohercegovački pravnik, političar i visoki dužnosnik

## Životopis
Rođen u Mrkoplju. Radio kao sudac u Bugojnu i Travniku. U Livnu je bio odvjetnik. Pristaša HSS-a. Na njihovoj je listi izabran za narodnog poslanika u Kraljevini SHS. Bio narodni zastupnik iz kotara Split. U Livnu poznat po energičnoj reakciji kad je jugoslavenska žandarmerija pretukla poznatog pristašu HSS-a iz Livna Antu Kutlešu. U pratnji Grgurića i drugog zastupnika HSS-a Ive Čelana automobilom je Kutleša prebačen u livanjsku bolnicu, no Kutleša je podlegao ozljedama. Kutleši je priređen jedan od najvećih sprovoda u Livnu ikad dotad.
1943. godine kad se intenzivirala aktivnost HSS-a, pokazale su se podjele u stranci. Dio se članova vremenom pasivizirao, dio je bio za suradnju s partizanima, dio je bio uz struju koja je sugerirala pasivno čekanje kraja rata objašnjavajući to riječima "šta će nam poslije država i sloboda ako u njoj ne bude Hrvata i njihovih domova", osuđivala je zločine ustaša i četnika ali je bila da hrvatski narod "ne ide s partizanima", jer on "neće da bude ničije oružje u službi tuđih interesa". Grgurić se priklonio struji splitskih HSS-ovaca koja je htjela surađivati s partizanima. Bio je među prvima koji je otišao na partizanski teritorij: Ivan Kuzmić u srpnju 1943., Jakov Grgurić poslije kapitulacije Italije, a Marijan Radić iz talijanskog zatvora razmjenom početkom rujna 1943. Došao je do pozicije vijećnika AVNOJ-a i potpredsjednika ZAVNOBiH-a. Kao odvjetnik iz Livna član predsjedništva na Drugom zasjedanju ZAVNOBiH-a, koje je činila koalicija komunista i nekomunista. U Topuskom kao potpredsjednik Izvršnog odbora HSS-a sudionik Trećeg zasjedanja ZAVNOH-a, na kojem je podvučeno je da je Hrvatska na osnovu prava naroda na samoodređenje ravnopravna s ostalim narodima velike Jugoslavije, a ZAVNOH postao vrhovno zakonodavno tijelo, koje predstavlja suverenitet slobodne federalne države Hrvatske. Poslijeratni dužnosnik u BiH. Restauracijom jugoslavenske vlasti u Sarajevu, ondje je 26. travnja 1945. održano Treće zasjedanje ZAVNOBiH-a, na kojem je drugom odlukom formirana prva vlada BiH. Grgurić je bio potpredsjednik, predsjednik Rodoljub Čolaković, drugi potpredsjednik Zaim Šarac, a ostali članovi vlade Đuro Pucar Stari, Ilija Došen, dr. Hamdija Ćemerlić, profesor Ante Babić, Hasan Brkić, ing. Ćazim Ugljen, Vlado Šegrt, profesor Ante Martinović, dr. Nedo Zec, dr. Cvitan Spužević i Novak Mastilović. 1946. kad je FR BiH postala NR BiH, Grgurić je izabran za potpredsjednika vlade, Rodoljub Čolaković za predsjednika, a Sulejman Filipovića za drugog potpredsjednika.

## Vanjske poveznice
- HGD Dinara 1931. godine - glumačka postava za komediju Pljusak od Petra Petrovića na fotografiji sjedi dr Jakov Grgurić, Livanjski tragovi - Livno između 1919. i 1941.